# Adamsia obvolva
Adamsia obvolva is een zeeanemonensoort uit de familie Hormathiidae.
Adamsia obvolva is voor het eerst wetenschappelijk beschreven door Daly, Ardelean, Cha, Campbell & Fautin in 2004.